# سیارک ۲۴۶۷۱
سیارک ۲۴۶۷۱ (به انگلیسی: 24671 Frankmartin، نامگذاری:1989AD7) بیست و چهار هزار و ششصد و هفتاد و یکمین سیارک کشف شده‌است که در ۱۰ ژانویه ۱۹۸۹ میلادی کشف شد.
قدر مطلق این سیارک برابر ۳۲.۳ است.